# Jonatas Goncalves Silva
Jônatas Gonçalves Silva ( 29 de julio de 1986, Ferros MG, Brasil) es un futbolista brasileño. Juega de delantero y su club actual es el Ajman Club de la Primera División de los Emiratos Árabes Unidos.

## Clubes
| Club                   | País                   | Año         | PJ | Goles |
| ---------------------- | ---------------------- | ----------- | -- | ----- |
| Canoas                 | Brasil                 | 2009        | 16 | 5     |
| Portuguesa             | Brasil                 | 2009        | 14 | 0     |
| Canoas                 | Brasil                 | 2010        | 10 | 6     |
| Portuguesa             | Brasil                 | 2011        | 1  | 1     |
| CRAC                   | Brasil                 | 2013        | 5  | 1     |
| Caxias                 | Brasil                 | 2013        | 7  | 0     |
| Necaxa                 | México                 | 2013 - 2014 | 46 | 14    |
| Correcaminos de la UAT | México                 | 2015        |    |       |
| Ajman Club             | Emiratos Árabes Unidos | 2015 -      |    |       |

## Títulos

### Campeonatos nacionales
| Título                    | Club   | País   | Año           |
| ------------------------- | ------ | ------ | ------------- |
| Liga de Ascenso de México | Necaxa | México | Apertura 2014 |